# Gillian Gilbert
Gillian Lesley Gilbert (n. 27 ianuarie 1961 la Whalley Range, Manchester) este o muziciană engleză, claviaturistă, chitaristă și cântăreață, cel mai cunoscută ca membră a trupei New Order și membră fondatoare a formației The Other Two.
1. ↑  Gillian Gilbert, Discogs, accesat în 9 octombrie 2017
2. ↑  Gillian Gilbert, Internet Broadway Database, accesat în 9 octombrie 2017
3. ↑  „Gillian Gilbert”, Internet Movie Database, accesat în 22 iulie 2016
4. ↑  „Gillian Gilbert”, Freebase Data Dumps[*] Verificați valoarea |titlelink= (ajutor)
5. ↑  The Other Two
6. 1 2   http://www.pipfest.no/ Lipsește sau este vid: |title= (ajutor)
7. 1 2 3  Montreux Jazz Festival Database[*] Verificați valoarea |titlelink= (ajutor);